# Twinnia subtibbelesi
Twinnia subtibbelesi är en tvåvingeart som beskrevs av Ono 1980. Twinnia subtibbelesi ingår i släktet Twinnia och familjen knott. Inga underarter finns listade i Catalogue of Life.